# 二所ヶ瀧軍太夫
二所ヶ瀧 軍太夫（にしょがたき ぐんだゆう）は、江戸時代の大相撲の第59代大関。番付上は「奥州」頭書。
その名乗りからして、南部相撲所属力士と思われる。
1779年(安永8年)春場所(3月)、西大関としていきなり初土俵。看板大関としての登場であり、その場所は1番も相撲を取らず、1場所で大坂相撲へと移り、大坂相撲の同年7月場所で東小結、そして京都相撲にも同年8月場所に東小結として登場している。

## 主な成績（江戸）
- 通算成績：0勝0敗10休

| 1779年 | 東大関 0–0–10 | x |
| 各欄の数字は、「勝ち-負け-休場」を示す。 優勝 引退 休場 十両 幕下 三賞：敢=敢闘賞、殊=殊勲賞、技=技能賞 その他：★=金星 番付階級：幕内 - 十両 - 幕下 - 三段目 - 序二段 - 序ノ口 幕内序列：横綱 - 大関 - 関脇 - 小結 - 前頭（「#数字」は各位内の序列） |               |   |